# Троллейбусная сеть Сараево
Троллейбусная сеть Сараево —  троллейбусная сеть, обслуживающая боснийскую столицу. Она находится в эксплуатации с 1984 года и обслуживается совместно с городской трамвайной сетью перевозчиком JKP GRAS.

## История
Троллейбусная сеть Сараево была спроектирована в начале 1980-х годов, чтобы расширить трамвайную сеть города и обслуживать новые районы-спутники, построенные на холмах, окружающих город.
Открытие сети было запланировано к зимним Олимпийским играм 1984 года, но из-за различных задержек перевозки начались лишь 16 сентября того же года, через полгода после закрытия Игр. В последующие два года сеть была расширена до 6 линий, предусмотренных проектом.
В 1992 году во время осады города сеть была сильно повреждена, и обслуживание пришлось приостановить. Ограниченное обслуживание было восстановлено в 1995 году, а реконструкция остальных секций постепенно продолжалась до 2000 года. Пригородная линия на Вогошчу долго не восстанавливалась. Однако 27 апреля 2025 года линия от Площади Австрии до Вогошчи (маршрут 105) была пущена в эксплуатацию спустя 33 года перерыва. 
Второе рождение сети произошло в 2020 году. Муниципалитет Сараево заказал 25 троллейбусов БКМ-433.00D с минимальным автономным ходом 20 км у производителя БКМ Холдинг (Беларусь). Стоимость контракта составляет 14 014 914 евро. Контракт подписан благодаря поддержке ЕБРР. Согласно контракту все троллейбусы должны быть поставлены в период с декабря 2021 года по июль 2022 года. Но из-за конфликта на Украине график поставок был изменён. По состоянию на декабрь 2022 г. поставлено всего 13 троллейбусов. Затем после реконструкции и расширения троллейбусной сети будет поставлено ещё 10 троллейбусов. Первые троллейбусы эксплуатируются с мая 2022 года.

## Маршруты
В 2025 году сеть включает в себя 6 маршрутов:
- 101 Австрийская площадь — Отока;
- 102 Езеро — Отока;
- 103 Австрийская площадь — Добрыня;
- 105 Австрийская площадь — Вогошча;
- 107 Добрыня — Езеро;
- 108 Добрыня — Отока.

## Подвижной состав

### Текущий подвижной состав
| № | Производитель | Модель троллейбуса | Тип         | Количество | Номера транспортных средств              | Годы выпуска  | Примечание |
| 1 | MAN           | SL 172 HO          | Одиночный   | 1          | 613, 617, 619—623, 4413-4414, 4420, 4425 | 1986-1988 гг. | Приобретено в Золингене (D). Всего закуплено 28 троллейбусов (4401-4407, 4411-4431) + 3 на запчасти. В 2022 г. работает 1 троллейбус (620). |
| 2 | NAW HESS      | BGT 5-25           | Сочленённый | 9          | 631-639                                  | 1987-1988 гг. | Закуплены в Женеве (CH). Работают 9 троллейбусов.                                                                                           |
| 3 | HESS          | SwissTrolley-2     | Сочленённый | 14         | 650-663                                  | 1997-1999 гг. | Приобретены в Берне (Швейцария). Всего было закуплено 17 троллейбусов + 3 на запчасти                                                       |
| 4 | БКМ Холдинг   | БКМ-433.00D        | Сочленённый | 13         | 54-66                                    | 2021-2022 гг. | С увеличенный автономным ходом до 20 км |

### Заказанные троллейбусы
| № | Производитель | Модель троллейбуса | Тип         | Количество | Номера транспортных средств | Годы выпуска | Примечание               |
| 1 | БКМ Холдинг   | БКМ-433.00D        | Сочленённый | 12+10      |                             |              | Поставки в 2022—2023 гг. |

### Выведенные из эксплуатации троллейбусы
| № | Производитель            | Модель троллейбуса | Тип         | Количество | Номера транспортных средств | Годы выпуска  | Примечание                                                                                               |
| 1 | FAS 11. Oktromvti Skopje | S 200Tr            | Сочленённый | 21         | 500-504, 506—519, 521—522   | 1983-1987 гг. | Списаны                                                                                                  |
| 2 | Шкода                    | 14Tr               | Одиночный   | 76         | 551-626                     | 1983-1987 гг. | Списаны                                                                                                  |
| 3 | MAN                      | SG 200 HO          | Сочленённый | 20         | 612, 4128, 4139, 4143-4144  | 1984-1985 гг. | Приобретено в Золингене (D). Всего было приобретено 20 троллейбусов (4125-4144). Все списаны.            |
| 4 | NAW HESS                 | BGT 5-25           | Сочленённый | 17         | 624-630, 644                | 1991-1992 гг. | Приобретен в Санкт-Галлене (Швейцария). Всего было приобретено 17 троллейбусов (4145-4161). Все списаны. |
| 5 | Energoinvest             | ŠEAL 100           | Одиночный   | 1          | 4232                        | 1986 г.       | Списан                                                                                                   |